# The Good Life (Gunnar Bergsten-album)
The Good Life är ett musikalbum från 1995 med den svenske barytonsaxofonisten Gunnar Bergsten. För albumet tilldelades Bergsten en Grammis.

## Låtlista
1. Lover Man (Jimmy Davis/Roger Ramirez/James Sherman) – 7'06
2. Ask Me Now (Thelonious Monk) – 5'05
3. I Wish You Love (Léo Chauliac/Charles Trenet) – 5'36
4. Peace (Horace Silver) – 5'00
5. Don't Take Your Love from Me (Henry Nemo) – 7'16
6. Give Me a Kiss (Bernt Rosengren) – 5'04
7. But Beautiful (Jimmy Van Heusen/Johnny Burke) – 5'07
8. The Midnight Sun Never Sets (Quincy Jones/Henri Salvador/Dorcas Cochran) – 4'53
9. The Good Life (Sacha Distel/Jack Reardon) – 5'04

## Medverkande
- Gunnar Bergsten – barytonsaxofon
- Peter Nordahl – piano
- Patrik Boman – bas
- Rune Carlsson – trummor

### Fotnoter
1. ↑  ”Svensk mediedatabas”. http://smdb.kb.se/catalog/id/001509104. Läst 12 oktober 2011.